# Споменик природе Копривић у центру Новог Сада

Копривић (Celtis australis L.) је био споменик природе прве категорије заштите од 1978. године. Уништен је 21. јула 2023. године, деловањем олујног времена које је погодило Нови Сад.

#### Локација
Налазио се у Новом Саду у улици Модене, преко пута хотела Путник.

#### Опис
Дрво је имало висину око 15м, стабла пречника 3,50м и округлу крошњу пречника 22м. Због очувања великих, бочних грана, биле су постављене шипке и челичне сајле, које држе гране. Врста, Копривић, може да достигне старост и до 600 година, док се старост овог дрвета процењивала на преко 150 година. Копривић у центру Новог Сада, био је једино преостало дрво од некадашњих дрвореда у овом делу града.